# Йорген Юве
Йорген Юве (на норвежки: Jørgen Juve), (22 ноември 1906 – 12 април 1983) е норвежки футболист, журналист и писател, играл като нападател предимно за норвежкия Лин и националния отбор на Норвегия. Най-добрият голмайстор за Норвегия за всички времена (33 гола в 45 мача). Бронзов медалист от от летните Олимпийски игри през 1936 година по футбол. Капитан на националния отбор играл на три позиции: нападател, полузащитник и защитник. Като журналист работи в „Дагбладет“ и „Тиденс Тегн“, написал няколко спортни книги. 

## Биография
Холанд е роден на 22 ноември 1906 г. в Пошгрун, Норвегия.

## Клубна кариера
Започва кариерата си на 16 години в местния „Ураед“. Още същата година преминава в столичния „Лин“. През 1930/31 играе за швейцарския „Базел“ където вкарва 10 гола в 12 мача..
От 1928 до 1937 вкарва 33 гола в 45 мача за националния отбор на Норвегия. В повечето от тези срещи той не играе като нападател. Позицията му е централен или десен защитник. Той има пет хеттрика. Пред погледа на Хитлер и Гьобелс завоюва бронзовите медали на Олимпиадата в Берлин. Той е най-важният футболист в отбора. По този начин държи вече 89 години рекорда за голмайстор на Норвегия за всички времена.
Пробва се като треньор в Бодьо/Глимт и Молде. По време на престоя си в Швейзария придобива диплома по право, а впоследствие работи като журналист. След края на кариерата си издава няколко спортни книги и художествени произведения..

## Личен живот
Юве е най-големият от шест деца в семейството на кожаря Юле Мартин Юве и Мари Пьонер. 